# 4828 Misenus
4828 Misenus è un asteroide troiano di Giove del campo troiano. Scoperto nel 1988, presenta un'orbita caratterizzata da un semiasse maggiore pari a 5,1654613 UA e da un'eccentricità di 0,0427695, inclinata di 14,90190° rispetto all'eclittica.
L'asteroide è dedicato a Miseno, trombettiere dell'esercito troiano.